# Новолеснянський потік
Новолеснянський потік (словац. Novolesniansky potok) — річка в Словаччині, притока Червеного потоку (басейн Попраду), протікає в окрузі Попрад.
Довжина приблизно 6,0-6,5 км. Витік знаходиться в масиві Попрадська улоговина на висоті близько 950 метрів. Протікає територією міста Високі Татри (частина Горний Смоковець) і сіл Нова Лесна  та Млиниця..